# سفارة دولة فلسطين لدى فيتنام
سفارة دولة فلسطين لدى فيتنام هي الممثلية الدبلوماسية العُليا لدولة فلسطين لدى جمهورية فيتنام الاشتراكية. تقع السفارة في منطقة دونغ دا في هانوي. تأسس مكتب ممثلية منظمة التحرير الفلسطينية في فيتنام في عام 1976، وفي عام 1988 تحول إلى سفارة دولة فلسطين.

## قائمة السفراء
- سعيد المصري
- عبد العزيز الأعرج
- سعدي الطميزي